# Dahlhausen (Bochum)
Dahlhausen ist ein Stadtteil im Südwesten von Bochum, der an die Städte Essen und Hattingen grenzt. Er gehört zum Stadtbezirk Bochum-Südwest (VI). Auf der anderen Seite der Ruhr liegt der Essener Stadtteil Burgaltendorf. Häufig wird wegen der Bezeichnung Linden-Dahlhausen vermutet, dass Dahlhausen ein Teil von Linden ist, was jedoch nicht der Fall ist.

## Geschichte

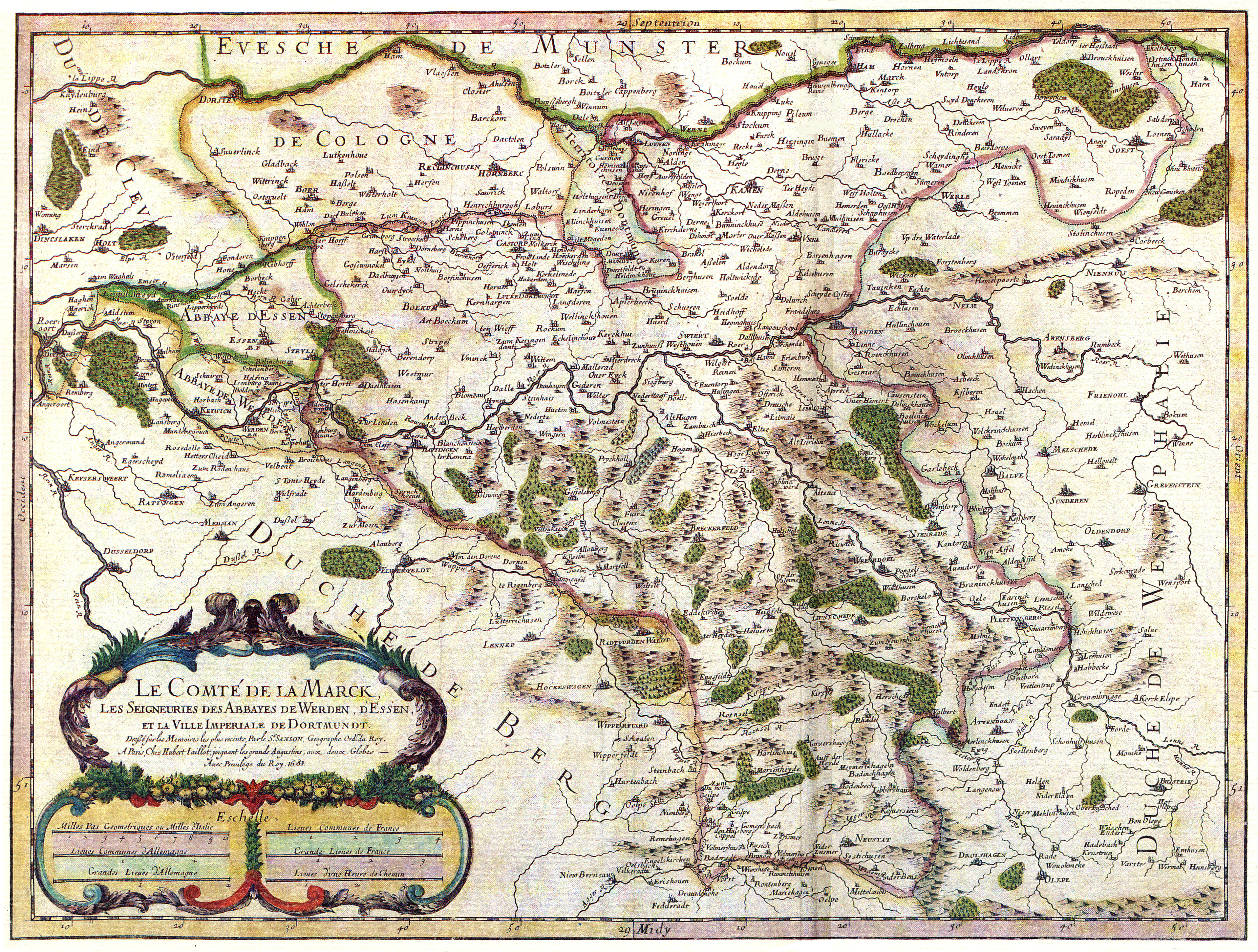
Grafschaft Mark 1681 – Interessante Platzierung Dahlhausens als „Daelhuisen“

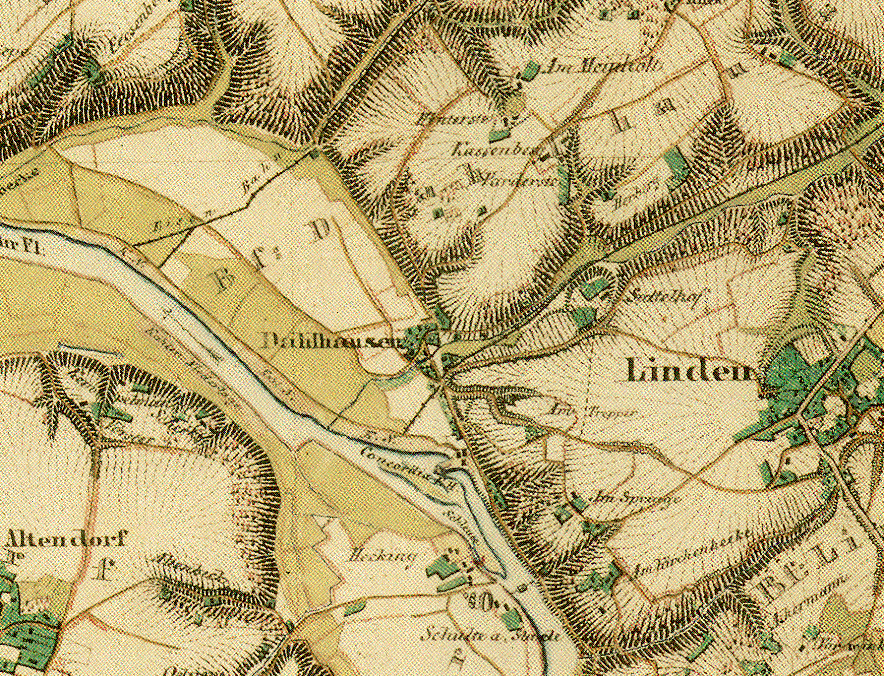
Dahlhausen 1843

Im 12. Jahrhundert werden zum Besitz des Werdener Schulzenhofes Dalhuson (Dahlhausen) Abgabepflichtige in Onberge (Enberg), Cassenberge (Kassenberg), Linnen (Linden), Weiswinkele, Bak und Wins (Winz) gezählt. In den folgenden Jahrhunderten befand sich der Ort meistens im Grenzgebiet der Grafschaft Mark zum Herzogtum Berg. Um 1400 gehörte das Gut Dalehusen und Linden zum märkischen Amt Blankenstein.
Nachdem die Grafschaft Mark im Frieden von Tilsit 1807 an Napoleon abgetreten und im Jahr 1808 nach französischem Standard im Département Ruhr organisiert wurde, gehörte das alte Amt Blankenstein (und mit ihm Dahlhausen) nun als Teil des Kanton Hattingen zum Arrondissement Hagen. Nach dem Ende des Wiener Kongresses im Jahr 1815 wurde die Gemeinde zum Kreis Bochum der preußischen Provinz Westfalen zugeordnet.
Im Zuge der Industrialisierung im späten 19. und frühen 20. Jahrhundert florierte Dahlhausen. Verschiedene Bergwerksbetriebe wie die Zeche Hasenwinkel erweiterten und erhöhten ihre Produktion und neue Industriebetriebe wie die Dr. C. Otto & Comp. öffneten ihre Tore. Dadurch erlebte die Gemeinde einen Anstieg der Einwohnerzahlen, ausgelöst durch die Zuwanderung von Menschen aus Hessen, den ostpreußischen Provinzen und aus Polen. Somit stieg die Bevölkerungszahl von 1818 bis 1921 von 387 auf 13.000 an. Aufgrund dieses starken Bevölkerungswachstums im gesamten Kreis Bochum wurde dieser im Jahr 1885 in drei Kreise aufgeteilt. Dahlhausen wurde dabei dem neuen Kreis Hattingen zugeordnet. Auch in dieser Zeit lag Dahlhausen wieder im Grenzgebiet zur preußischen Rheinprovinz.
Nach dem Ende des Ersten Weltkrieges wurde Dahlhausen in den ersten Jahren der Weimarer Republik im Jahr 1921 mit der Nachbargemeinde Linden zu Linden-Dahlhausen zusammengeschlossen. Bereits am 1. August 1929 wurde diese neue Gemeinde aufgelöst und nach Bochum eingemeindet.
Einen weiteren Bevölkerungsschub erlebte Dahlhausen zum Ende des Wirtschaftswunders. In dieser Zeit kamen Gastarbeiter aus der Türkei, Italien und Portugal hinzu, um die Nachfrage nach Arbeitskräften zu decken.
Viele historische Gebäude in Dahlhausen stammen aus diesen Zeiten des rasanten Wachstums. So wurde das Ausflugslokal Burg Horkenstein auf den Ruhrhöhen gebaut und betrieben, von dem heutzutage nur noch das Fundament erhalten ist. Ebenfalls existierte zeitweise ein Fluss-Freibad mit Badeinsel am Ruhr-Stauwehr. Etwas flussaufwärts wurde die Schwimmbrücke Dahlhausen errichtet, eine Pontonbrücke nach Burgaltendorf und die Eisenbahnbrücke Dahlhausen, die mittlerweile stillgelegt ist.

## Ortsbild

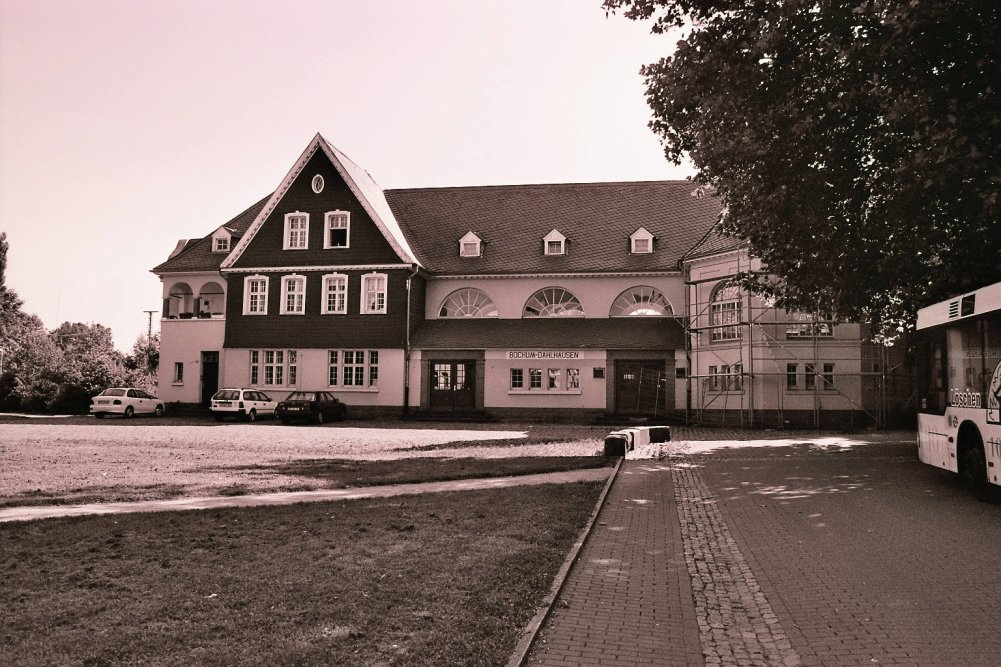
Das ehemals genutzte Bahnhofsgebäude des Haltepunktes Bochum-Dahlhausen

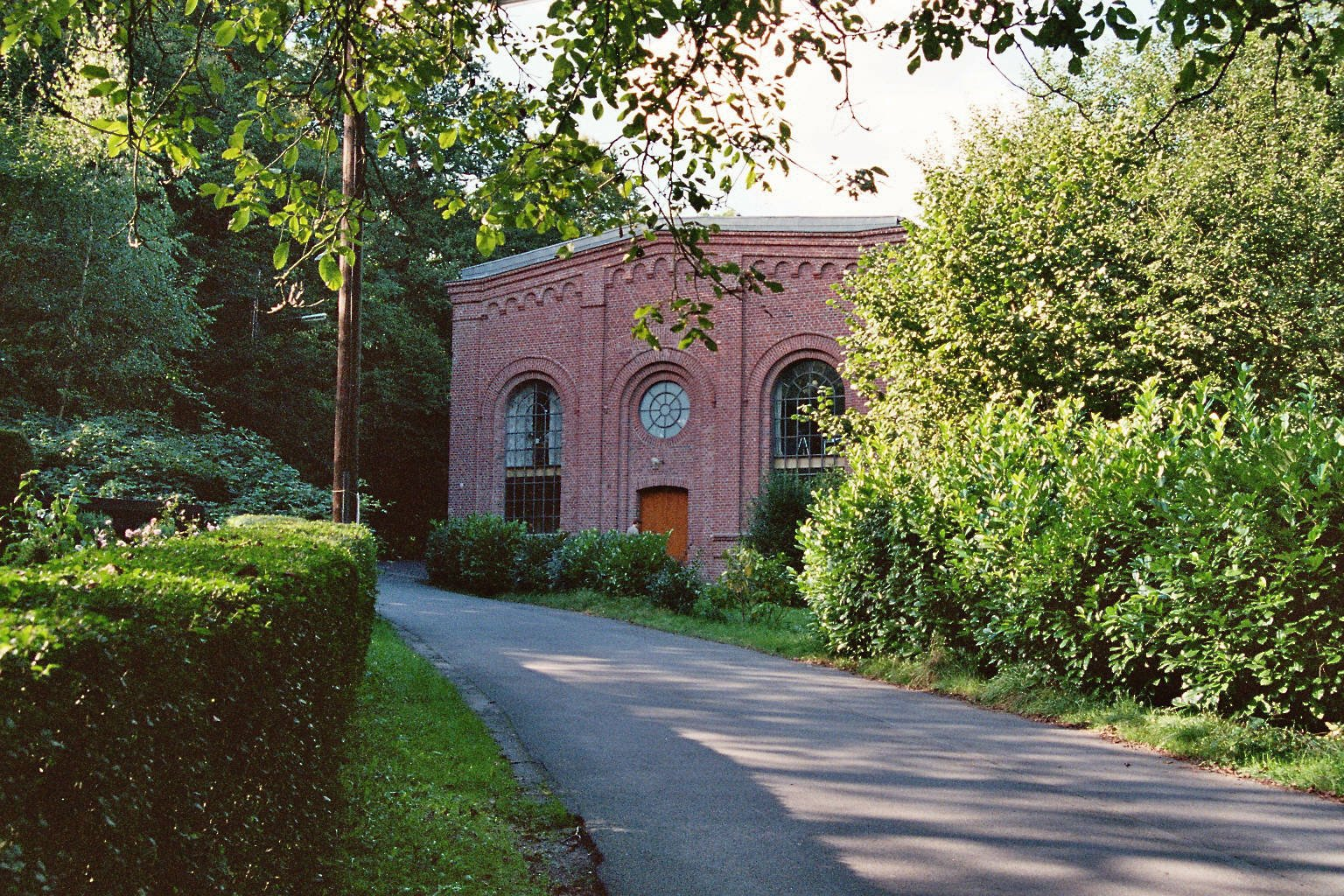
Das ehemalige Maschinenhaus der Zeche Hasenwinkel

Es gibt zahlreiche Überbleibsel alter Zechenanlagen, die Dahlhausen einstmals seine Bedeutung verliehen, wie der Zeche Vereinigte Dahlhauser Tiefbau oder der Zeche Hasenwinkel. Von dieser Geschichte zeugen auch viele stillgelegte Eisenbahnstrecken in Dahlhausen, wie der Hasenwinkeler Kohlenweg. Die Relikte des Ruhrbergbaus werden hier lokal durch den Dahlhauser Bergbauwanderweg erschlossen. Ein weltweit bedeutendes Unternehmen aus der Gründerzeit ist die Dr. C. Otto & Comp., die Steine für Hochöfen und Kokereien herstellt.
Das Naturfreundehaus Haus Hedtberg wurde am 28. Juli 1929 eingeweiht. Es wurde 2010 an einen private Kulturverein verkauft. Zur Zeit (März 2025) steht das Gebäude zum Verkauf.
Des Weiteren gibt es drei Schulen. Neben der Grundschule Dahlhausen befinden sich im Schulzentrum Süd-West die Rupert-Neudeck-Schule und das Theodor-Körner-Gymnasium. Für die Seniorenpflege existiert das Rosalie-Adler-Zentrum für Senioren. Mit der evangelischen Lutherkirche, der römisch-katholischen Kirche St. Engelbert und der rumänisch-orthodoxen Kirche befinden sich drei Kirchen im Ortsgebiet.
Am Ruhr-Stauwehr gibt es einen Biergarten und einen Campingplatz. Hier befand sich früher das Fluss-Freibad mit Badeinsel. Flussaufwärts befindet sich die Schwimmbrücke Dahlhausen, die derzeit für den motorisierten Verkehr gesperrt ist. Weitere Ruhrbrücken finden sich flussabwärts mit der stillgelegten Eisenbahnbrücke und der 1988 errichteten Fußgängerbrücke. Wander- und Radwege an der Ruhr als Teil des Ruhrtal-Radwegs führen nach Hattingen und Essen-Steele.

## Bevölkerung
Am 31. Dezember 2024 lebten 12.808 Einwohner in Dahlhausen.
Strukturdaten der Bevölkerung in Dahlhausen:
- Minderjährigenquote: 16,0 % [Bochumer Durchschnitt: 15,2 % (2024)]
- Altenquote (60 Jahre und älter): 32,7 % [Bochumer Durchschnitt: 29,3 % (2024)]
- Ausländeranteil: 9,8 % [Bochumer Durchschnitt: 17,0 % (2024)]
- Arbeitslosenquote: 7,5 % [Bochumer Durchschnitt: 8,9 % (2017)]

## Verkehr / ÖPNV

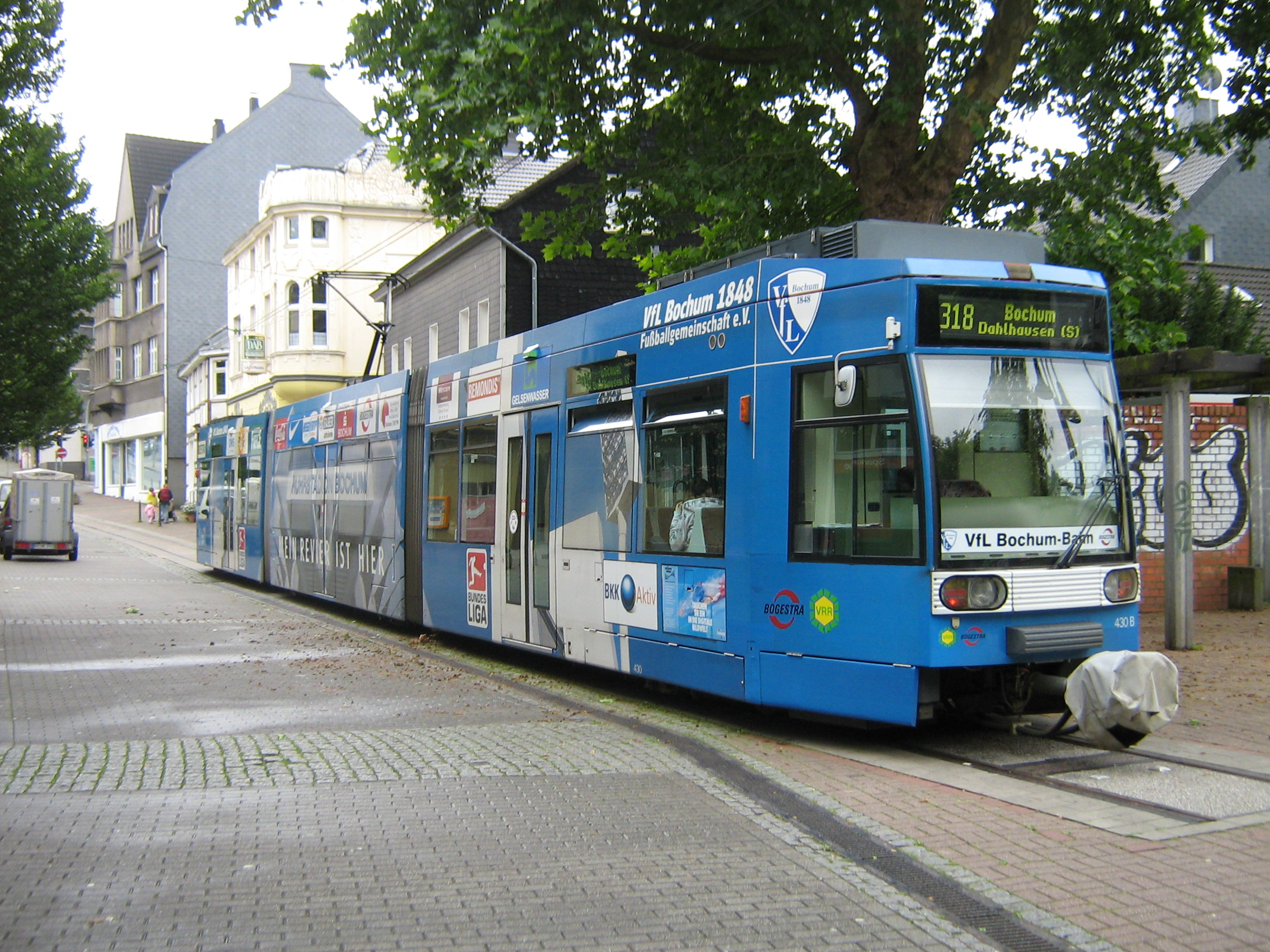
Straßenbahn in Bochum-Dahlhausen

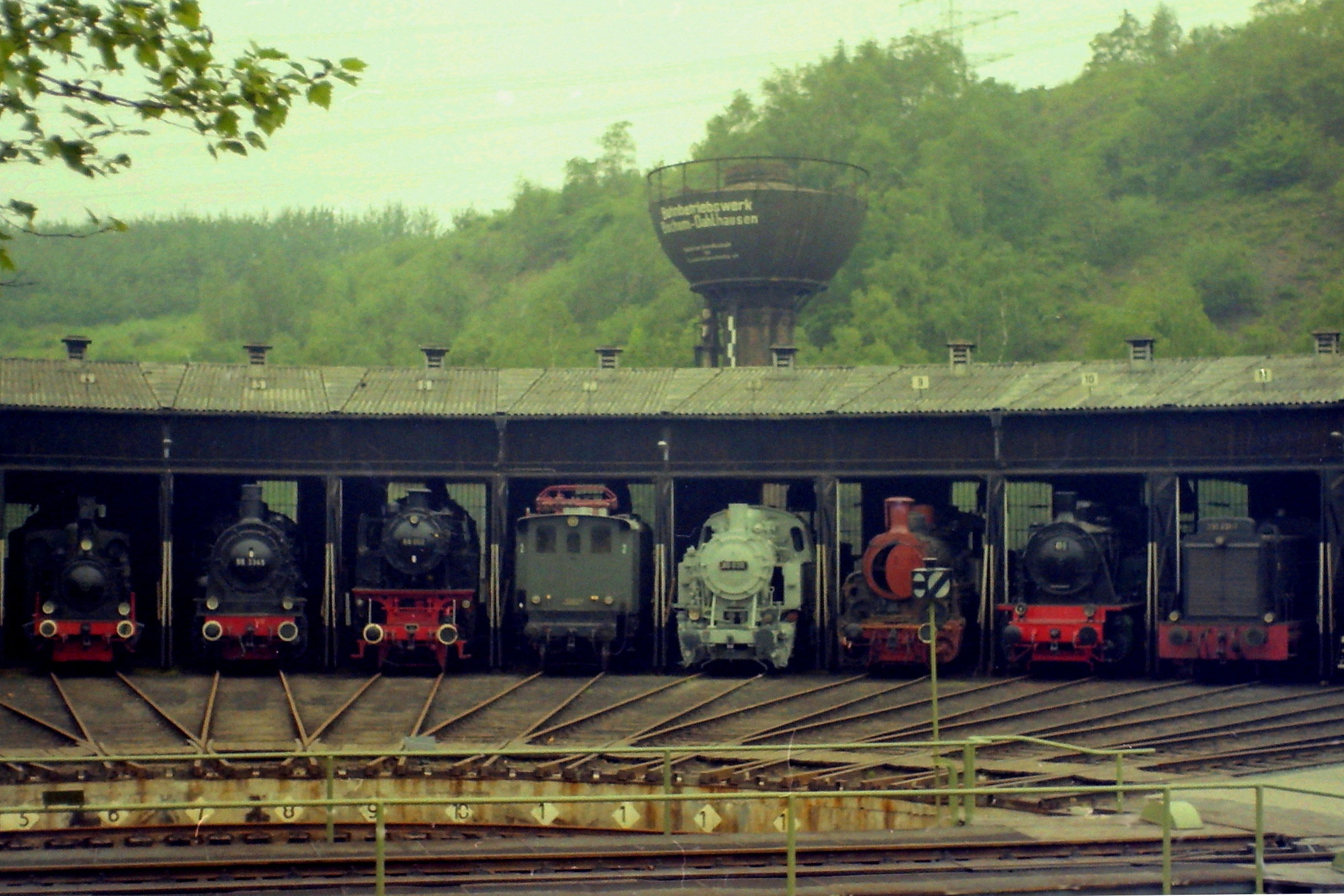
Lokomotivparade im Eisenbahnmuseum (1977)

Der Bahnhof Bochum-Dahlhausen ist heute ein Halt an der S 3, die ihn an das S-Bahn-Netz Rhein-Ruhr anschließt.
Mit der Straßenbahnlinie 318, die hier seit 1901 ihre Endhaltestelle hat, ist der Bochumer Hauptbahnhof und die Bochumer Innenstadt zu erreichen. Auch mit den Buslinien 345 und 355, welche dort auch ihre Endhaltestelle haben, kann man den Hauptbahnhof und die Bochumer Innenstadt erreichen. Und noch zwei weitere Buslinien halten dort: die Linie 357 und 359. Mit der 357 kann man durch Linden fahren und mit der 359 nach Hattingen.
In Dahlhausen befindet sich das frühere Bahnbetriebswerk Bochum-Dahlhausen, das 1977 als Eisenbahnmuseum Bochum-Dahlhausen eröffnet wurde.

## Vereine und Initiativen
- Der Bürgerschützenverein „Blau-Weiß“ 05 Bochum Oberdahlhausen e. V. ist einer der ältesten Sportvereine vor Ort. Der Verein wurde 1905 unter dem Namen „Adlerblick“ gegründet und zog 1910 nach Oberdahlhausen.[8]
- Der Linden-Dahlhauser Kanu-Club 1927 e. V. bietet im Kanu- und Drachenbootbereich alles vom Amateur- bis zum Profisport. Dazu kommen Mietmöglichkeiten für Boote für Nichtvereinsmitglieder.[9]
- In Dahlhausen findet sich das Vereinsheim des mit 700 Mitgliedern zweitgrößten Schwimmvereins Bochums – der Linden-Dahlhauser Schwimmverein 1921 e. V. Geschwommen wird im Bochumer Südbad, das in Linden liegt.[10]
- Mit dem Verein für multikulturelle Kinder- und Jugendhilfe findet sich eine Institution, die u. a. für ihre Arbeit in der Salafismusprävention über Bochums Grenzen hinaus bekannt ist.
- Ruhrlandbühne Bochum e. V.

Die RLB ist ein Karnevalsverein aus dem Bochumer Südwesten, gegründet im Jahr 1949 aus der Kath. Kirche heraus, ist sie heute ein Verein der Tradition mit dem Modernen verbindet. Mit der der Vielzahl an Gruppen im Verein, wie Fanfarenzug, Tanzgarde, Kindergarde, Kindertanzgruppe, Tanzmariechen, Showballett, Männerballett, Elferrat, Technikgruppe, Showtime sowie  Sängern, Sängerinnen und Humoristen bietet sie vielen Menschen in allen Altersgruppen und mit verschiedenen Interessen ein Zuhause. Im Bochumer Südwesten  ist die RLB mit ihren 5 eigenen Karnevalsveranstaltungen, dem Anfang September stattfindenden Sommerfest Dahl´sen Total ein sehr aktiver Verein. Durch die Mitgliedschaft in der Werbegemeinschaft Bochum Linden, dem Festausschuss Bochumer Karneval dem Bund Ruhr Karneval ist die RLB auch bei vielen Veranstaltungen in und um Bochum mit eingebunden. So ist der Verein bei den Karnevalsumzügen in Bochum Linden und Wattenscheid, bei der Lindener Meile und beim Maiabendfest, nur um einige zu nennen, seit Jahrzehnten aktiv dabei.